# Coelioxys angelica
Coelioxys angelica är en biart som beskrevs av Cockerell 1905. Coelioxys angelica ingår i släktet kägelbin, och familjen buksamlarbin. Inga underarter finns listade i Catalogue of Life.